# 潘阳泰
潘阳泰（1916年—1984年），男，湖北红安人，中国军队医疗工作者，曾任四川省卫生厅厅长兼党组书记，第五届全国人大代表，第六届全国政协委员。